# Inte utan min dotter (film)
Inte utan min dotter (engelska: Not Without My Daughter) är en amerikansk film som hade biopremiär i USA den 11 januari 1991. Filmen är baserad på en sann historia och bygger på Betty Mahmoodys självbiografiska bok med samma namn. Filmen regisserades av Brian Gilbert, och spelades in i USA och Israel. Manuset skrevs av David W. Rintels och filmmusiken komponerades av Jerry Goldsmith.

## Handling
Det är 1984 och Betty Mahmoody bor med sin dotter Mathob och sin iranske man Moody i USA. En sommar åker de på semester till Iran för att hälsa på Moodys familj. Snart uppdagar sig dock en hemsk sanning: Moody tänker inte återvända till USA utan tänker starta ett nytt liv i sitt hemland. Betty kan åka hem om hon vill men deras dotter måste stanna, säger han, och han har lagarna på sin sida. Betty vill hem men tänker inte åka utan sin dotter. Som kvinna i Iran har hon inga pengar, vänner eller rättigheter men hon har en järnstark vilja och hon är inte beredd att finna sig i situationen; hon planerar att fly från sin allt våldsammare man och Iran och hon tänker ta sin dotter med sig.

## Filmens mottagande
Filmen har fått kritik för sin skildring av iranier och iransk kultur. Den iransk-finske regissören Alexis Kouros gjorde en dokumentärfilm, Without My Daughter, om Dr. Mahmoody och hans försök att återfå kontakten med sin dotter.
Roger Ebert berömde filmens dramatiska styrka och Sally Fields rolltolkning men tyckte att filmens skildring av muslimer var orättvis.
Sheila Rosenthal belönades av Young Artist Awards för sin roll som dottern Mahtob. Sally Field nominerades till en Razzie i kategorin "Sämsta skådespelerska".

## Rollista (urval)
- Sally Field - Betty Mahmoody
- Alfred Molina - Moody
- Roshan Seth - Houssein, flyktingsmugglaren
- Sheila Rosenthal - Mathob
- Sarah Badel - Nicole

### Fotnoter
1. ↑  ”Box Office Mojo” (på engelska). Box Office Mojo. 11 januari 1991. http://www.boxofficemojo.com/movies/?id=notwithoutmydaughter.htm. Läst 5 oktober 2016.
2. ↑  Se till exempel Caryn James, Embrace the Stereotype; Kiss the Movie Goodbye, New York Times, 1991-01-27
3. ↑  Roger Ebert, Not Without My Daughter Arkiverad 5 juni 2011 hämtat från the Wayback Machine., Chicago Sun Times, 1991-01-11